# NKTニュース
『NKTニュース』（エヌケイティー・ニュース）は、日本海テレビで放送されていた定時ニュースの名称。
1980年代までのオープニングテーマはファーディ・グローフェ作曲・ミシシッピー組曲からHuckleberry Finnの冒頭部。
2013年4月30日をもって終了した。

## 放送時間
- 月曜 - 金曜 11:40 - 11:45（JST・事実上NNNストレイトニュースのローカルパート扱い）
  - 2013年4月30日をもって終了した。同年5月1日からはNNNストレイトニュース内包扱いに変更した。